# Клеј Сити (Индијана)
Клеј Сити (енгл. Clay City) град је у америчкој савезној држави Индијана.

## Демографија
По попису из 2010. године број становника је 861, што је 158 (-15,5%) становника мање него 2000. године.
| Група             | 2000.         | 2010.       |
| Белци             | 1.001 (98,2%) | 849 (98,6%) |
| Афроамериканци    | 0 (0,0%)      | 0 (0,0%)    |
| Азијати           | 0 (0,0%)      | 1 (0,1%)    |
| Хиспаноамериканци | 8 (0,8%)      | 6 (0,7%)    |
| Укупно            | 1.019         | 861         |